# Johann Georg Schreiner

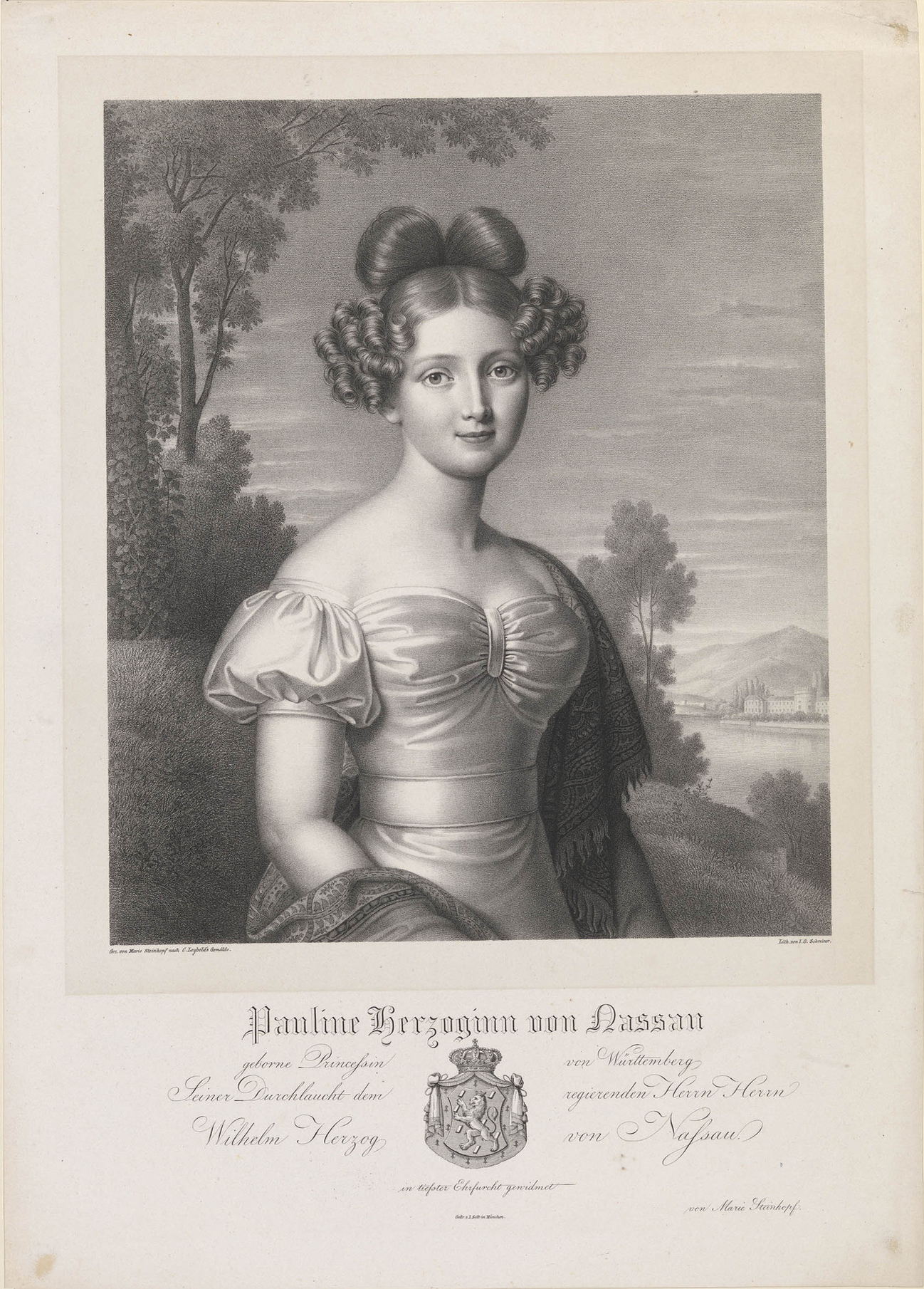
Pauline Herzogin von Nassau

Johann Georg Schreiner (* 26. September 1801 in Mergelstetten; † nach 1863 in München) war ein deutscher Lithograf.
Schreiner war als Sohn eines Maschinenmeisters in einer Tuchmanufaktur geboren.
Nach einer Malerlehre in Stuttgart, studierte Schreiner ab dem 9. Januar 1826 Historienmalerei an der Königlichen Akademie der Künste in München.
Nach dem Studium beschäftigte er sich mit der Lithografie, meist nach den Vorlagen anderer Künstler.
Von 1837 bis 1841 schuf er nach dem königlichen Privileg eine Reihe von Lithografien nach den Deckenfresken von Heinrich Maria von Hess in der Allerheiligsten-Kapelle der Hofkirche.
Schreiner verfasste 1845 ein Zeichnungshandbuch „Neue Zeichnungsschule nach classischen Vorbildern der Gegenwart“.

## Werke
- Johann Georg Schreiner: Neue Zeichnungsschule nach classischen Vorbildern der Gegenwart : München 1845